# Ghetto de Budapest

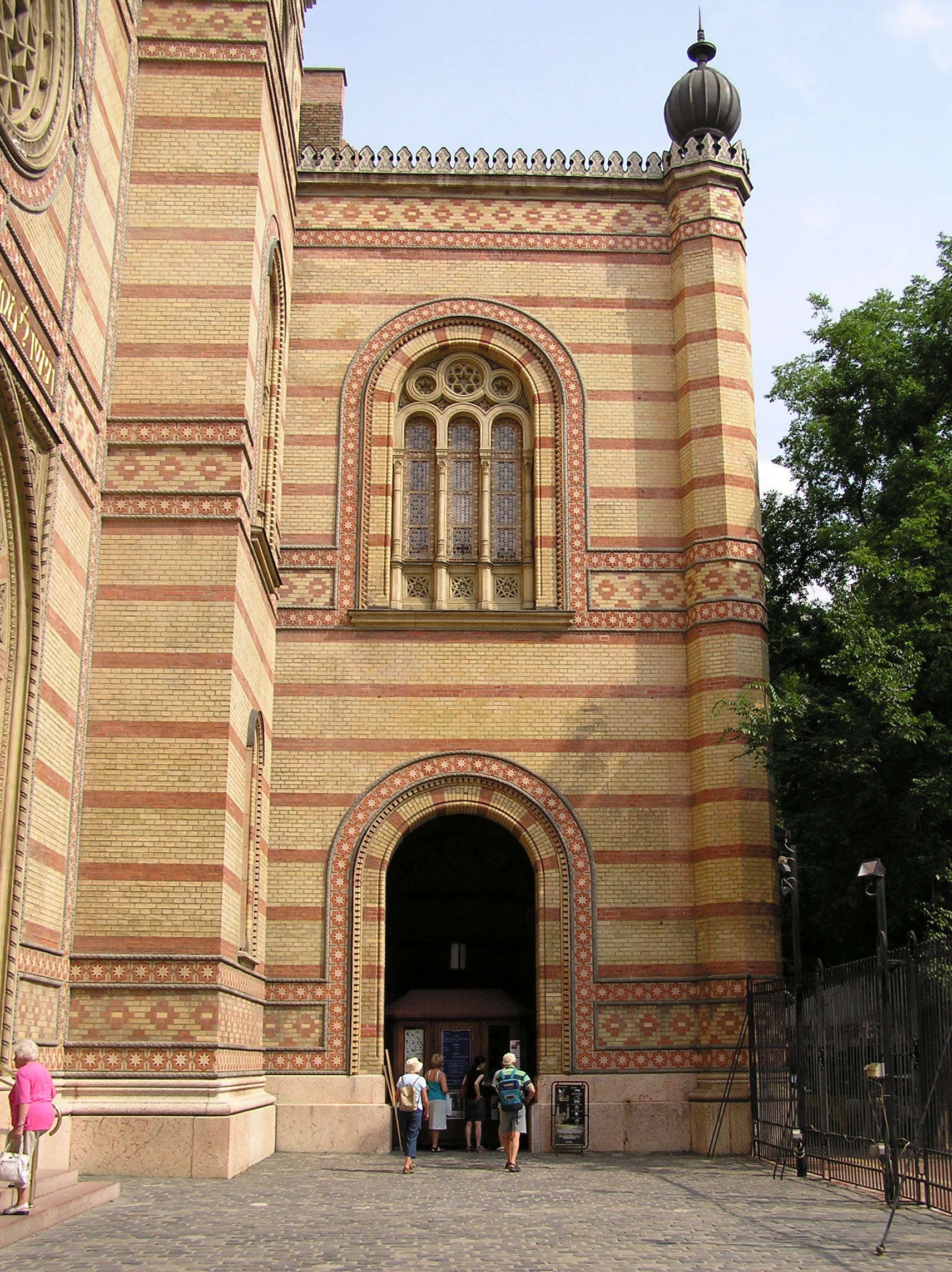
Vue partielle de la grande synagogue de Budapest rue Dohány.

Le ghetto de Budapest est un ghetto dans lequel les Juifs hongrois de Budapest furent obligés de vivre pendant la Seconde Guerre mondiale. Le ghetto exista pour une durée relativement courte du 29 novembre 1944 au 17 janvier 1945.

## Histoire
L'occupation nazie de Budapest commença en mars 1944. Le ghetto de Budapest contenait plusieurs rues de l'ancien quartier juif de la ville, y compris la grande synagogue néologue de la rue Dohány et la synagogue orthodoxe rue Kazinczy, et était entouré de hauts remparts gardés pour empêcher toute contrebande vers le ghetto ou toute évasion de personnes. Le ghetto fut créé à la suite d'un décret du gouvernement d'unité nationale hongrois dirigé par les Croix fléchées. Le quartier, traditionnellement juif, abrite 20 000 personnes, dont 8 000 sont juives.
Lors de la création du ghetto, 33 000 Juifs y sont transférés. À la fin novembre, ils sont 55 000. Au moment de la libération, 70 000 personnes peuplent cette zone de 0,26 km2,. Selon les ordres d'Adolf Eichmann, aucun Juif entrant dans le ghetto ne doit en sortir vivant.
Il fut maintenu moins de trois mois entre novembre de la même année et la libération de la ville en janvier 1945 par l'Armée rouge à la suite de la bataille de Budapest.

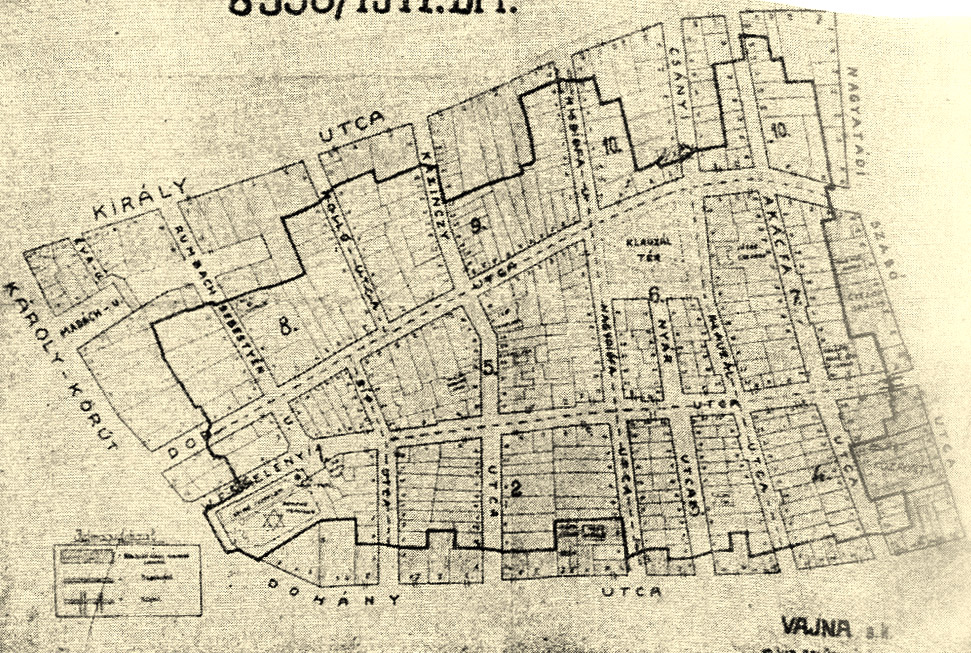
Carte du ghetto de Budapest selon le décret de Gábor Vajna, ministre de l’Intérieur en 1944

Comme tous les ghettos établis par les Nazis en Europe, cette zone fut totalement coupée du reste du monde : l'approvisionnement de la ville était interdit, les déchets et autres ordures n'étaient pas évacués et les habitations étaient surpeuplées, favorisant la propagation de maladies comme la typhoïde.
Plus de la moitié des Juifs parqués dans ce ghetto en 1944 furent envoyés vers des camps de concentration, à partir du moment où le ghetto fut établi. Entre l'occupation de la ville et sa libération, la population juive de Budapest s'est réduite de 200 000 à 70 000 âmes, la plupart des survivants ayant pu bénéficier de la protection de plusieurs diplomates ou hommes d'affaires, tels Raoul Wallenberg, Per Anger, Carl Lutz,  Giorgio Perlasca ou Ángel Sanz Briz. Deux Hongrois aidèrent particulièrement Wallenberg à protéger les habitants du ghetto : Károly Szabó et Pál Szalai.
La grande majorité des survivants fut libérée par l'Armée rouge.